# Garsenda
Garsenda és un prenom femení català que prové del prenom germànic Garsendis, una variant més antiga del prenom.

## Difusió
Aquest prenom fou força comú durant l'edat mitjana i hi hagué moltes dames de l'alta noblesa que el portaren. Garsenda, emperò, és una variant més moderna del prenom, fins al segle xv s'utilitzà bàsicament la variant Garsendis.
Variants: Garsendis.
Versions en altres idiomes:
- occità: Garsenda, Garsendis
- francès: Garsende, Garsinde
- espanyol: Garsinda
- anglès: Garsenda
- italià: Garsenda
- portuguès: Gersenda, Garsinda

## Biografies
- Garsenda de Tolosa (ca. segle ix - ca. segle X), comtessa de Barcelona casada amb Guifré II Borrell de Barcelona.
- Garsenda de Forcalquier, de Proensa o de Sabran (~1180-~1242), comtessa de Forcalquier i comtessa consort de Provença.